# Lissotesta otagoensis
Lissotesta otagoensis es una especie de molusco gasterópodo de la familia Turbinidae. 

## Distribución geográfica
Se encuentra en Nueva Zelanda